# The Master Algorithm
The Master Algorithm: How the Quest for the Ultimate Learning Machine Will Remake Our World é um livro do Pedro Domingos lançado em 2015. Domingos escreveu o livro a fim de gerar o interesse de pessoas de fora do campo da inteligência artificial.
O livro descreve cinco tópicos de aprendizagem automática por parte de máquinas: raciocínio indutivo, conexionismo, computação evolutiva, teorema de bayes e modelação analógica. O autor explica esses tópicos para que o leitor, referindo-se a processos mais compreensíveis de lógica, conexões feitas no cérebro, a selecção natural, probabilidade e semelhança de julgamentos. Ao longo do livro, sugere-se que cada tópico tenha o potencial para contribuir para um "algoritmo mestre" unificador.
No final do livro o autor visualiza um "algoritmo mestre" num futuro próximo, onde os algoritmos de aprendizagem crescerá com um perfeito entendimento de como o mundo e as pessoas funcionam. Embora o algoritmo ainda não exista, ele faz uma breve revisão da rede lógica de Markov.

## Na mídia
Em 2016 Bill Gates recomendou o livro, ao lado de "Super inteligência" de Nick Bostrom, como um dos dois livros que todos deveriam ler para entender a inteligência artificial. Em 2018, o livro foi identificado numa prateleira de livros do Presidente Chinês Xi Jinping.

### Recepção
Um educador de ciência da computação afirmou em Tempos de Ensino Superior que os exemplos são claros e acessíveis. Em contraste, O Economista concordou que Domingos "faz um bom trabalho", mas queixou-se que ele "constantemente inventa metáforas que criam alguma confusão". Kirkus Reviews elogiou o livro, afirmando que "os leitores não familiarizados com a lógica e a teoria da computação terão algumas dificuldades, mas aqueles que persistem vão descobrir uma fascinante visão."